# المتحف الوطني الدنماركي
المتحف الوطني الدنماركي هو أكبر متحف للتاريخ الثقافي في الدنمارك، ويضم المتحف أثار دنماركية وأجنبية على حد سواء. يقع في وسط العاصمة الدنماركية، كوبنهاغن.
يضم المتحف آلاف من القطع الأثرية والأعمال الفنية، بالإضافة إلى توفيره أكثر من 100 ألف صورة أرشيفية.
ووفقاً لادارته، فإن المتحف يعمل على إتاحة مجموعاته ومقتنياته بشكل متزايد،  لخدمة الأبحاث والتدريس والتاريخ الثقافي. وينفذ المتحف مهماً علمياً ومتخصصاً على مستوى الدنمارك كدوره في علم الآثار ، والإثنوغرافيا ، والعلوم الطبيعية وغيرها.